# Ajjarni, Sirsi
Ajjarni là một làng thuộc tehsil Sirsi, huyện Uttara Kannada, bang Karnataka, Ấn Độ.